# 마우리키우스
마우리키우스(Flavius Mauricius Tiberius Augustus, 539년 - 602년)는 동로마 황제로, 582년부터 602년 반란으로 제위에서 쫓겨나 죽을 때까지 동로마 제국을 다스렸다. 그의 치세 동안 동로마 제국은 더욱 튼튼해졌다.

## 생애

### 황제 등극과 페르시아 전쟁
마우리키우스는 카파도키아 출신의 장군으로 제위에 오르기 전 사산조 페르시아와 전쟁을 통해 상당한 업적을 쌓았다. 4년동안 그는 군대를 대폭 재편하고 병사들의 신임을 얻었고 전임 황제 티베리우스 2세는 그에게 둘째 딸을 주어 결혼시키고 582년 8월 죽으면서 마우리키우스를 후계자로 삼았다.
황제가 된 이후에도 페르시아와의 전쟁을 계속하여 우위를 점했다. 588년 제국의 군대에서 반란이 일어났음에도 불구하고 제국군은 2년 이상을 페르시아와 싸웠다. 그러던 중 페르시아 제국 내에서 내전이 일어나 사산조의 황제 호르미즈드 4세가 살해 당하고 그의 아들 호스로 2세가 비잔티움으로 피신했다. 마우리키우스는 중신들의 반대에도 불구하고 이를 기회로 호스로우 2세를 지원하여 591년 비잔티움에 유리한 조건으로 전쟁을 마무리 지을 수 있었다.

### 제국의 통치
아바르족과의 관계에서 마우리키우스는 어려움을 겪고 있었는데 페르시아와의 휴전으로 여유가 생겨 서방으로 군대를 보낼 수 있었다. 마우리키우스는 제국의 영토를 침범하여 정착하던 슬라브족과 아바르족을 공격했다. 이 전쟁에서 성과를 거두어 602년 아바르족을 제국 편이 되도록 했다.
한편 제국의 서방에서 마우리키우스는 롬바르드족의 침입으로 피폐한 이탈리아에 새로운 행정기구를 세웠고 라벤나에 총독을 임명했다. 또한 북아프리카 카르타고도 총독령으로 만들었다. 이 두 총독령(exarchate)의 민간행정기구는 군장교들이 장악하고 있었는데, 이는 나중에 비잔티움 제국에서 운영한 테마제도의 토대가 된 것으로 보인다.

### 서방교회와의 관계
마우리키우스의 치세에 서방교회와의 관계가 더욱 악화되었는데 588년 콘스탄티노폴리스 총대주교인 요한네스 4세 네스테우테스가 콘스탄티노폴리스의 교구가 ‘세계 총대주교’라는 용어를 사용하여 교황 펠라지오 2세와 대립하였다.
2년 뒤에는 더욱 강력한 교황인 교황 그레고리오 1세와 대립하였다. 그레고리오 교황은 마우리키우스에게 요한네스 4세를 징계하라고 요청하였으나 황제는 이를 거절하고 로마 교황과 대립하였다.

### 말년
마우리키우스의 치세 동안 전임 황제 티베리우스 2세의 낭비로 줄어든 국고때문에 어려움을 겪었고 마우리키우스는 예산 절감을 위해 긴축 정책을 폈다. 지나친 긴축정책으로 병사들과 신민들의 인기를 잃었다.
588년의 군대 폭동, 599년의 아바르족의 포로학살은 모두 마우리키우스의 긴축정책으로 일어난 일이었다. 602년 급기야 군대에게 도나우강 너머의 야만족의 땅에서 겨울을 보내라는 명령을 내렸을 때 군대는 황제에게 반기를 들고 포카스라는 백인대장을 황제로 추대했다.
반란군이 콘스탄티노폴리스로 진격하자 시민들도 이에 호응하여 반란을 일으켰고 마우리키우스는 소아시아로 도망쳤다.
포카스는 총대주교와 원로원을 끌어들여 콘스탄티노폴리스에서 황제에 올랐고 마우리키우스와 그의 가족들은 붙잡혀 처형 당했다.
| 전임 티베리우스 2세 (578 - 582) | 동로마 제국의 황제 582년 - 602년 | 후임 포카스 (602 - 610) |

## 같이 보기
- 동로마 황제